# James Chappuis
Louis Philibert Claude James Chappuis (* 10. November 1854 in Besançon; † 29. Januar 1934 in Paris) war ein französischer Chemiker und Physiker.

## Leben
Er war der Sohn des Philosophielehrers Charles Chappuis (1822–1897, von 1845 bis 1869 in Besançon) und von Louise Lydie Berthot (–1909), einer Enkelin des Mathematikers Nicolas Berthot in Dijon. Er ging in Besançon, Caen und Grenoble zur Schule. Ab 1874 besuchte er die École normale supérieure (ENS) in Paris, arbeitete 1877 als Physiklehrer in Montauban und 1878 in Poitiers. Zurück in Paris, war er an der ENS von 1878 bis 1882 als Maître de conférences und ab 1879 als Agrégé bestellt. Im Jahr 1881 wurde er Professor der Physik an der École centrale des arts et manufactures, und 1882 promovierte er mit einer spektroskopischen Untersuchung über Ozon. Zuletzt leitete er das Forschungslabor der Societé du Gaz de Paris.
Ehe und Kinder sind nicht bekannt. Chappuis ist in der Familiengruft in Chailly-sur-Armançon beigesetzt. Er war Onkel des gleichnamigen James Chappuis, Direktor der Automobilfabrik Citroën, der 1926 starb und ebenfalls in der Gruft in Chaily bestattet wurde. Er ist auch nicht zu verwechseln mit dem Schweizer Physiker Pierre Chappuis (1855–1916), ebenfalls Professor der Physik an der École Centrale.

## Forschung
Nachdem der Schweizer Chemiker Jacques-Louis Soret 1863 die Struktur des Ozons als dreiatomige Modifikation des Sauerstoffs (O3) beschrieben hatte, wiesen mehrere Forscher Ende der 1870er Jahre durch spektroskopische Messungen in der Luft Ozon nach, darunter 1880 auch  Chappuis. Weiterhin erkannte Chappuis wohl als erster der mit Ozon arbeitenden Forscher, dass dieses Gas sichtbares Licht blau färbt. Er führte dies darauf zurück, dass Ozon gelbes, oranges und rotes Licht absorbiert. Ozon in den höheren Schichten der Atmosphäre bei niedrigem Luftdruck und tiefen Temperaturen sei daher ein wichtiges Element der Blaufärbung des Himmels.  Dieser Effekt wird heute als Chappuis-Absorption bezeichnet. Weiterhin veröffentlichten im Jahr 1882 Paul Hautefeuille und Chappuis die Ergebnisse ihrer Laborversuche, bei denen es ihnen gelungen war, Ozon zu isolieren und bei Temperaturen von unter −112 Grad Celsius als tiefblauen Flüssigkeit zu kondensieren.
Allerdings war in den 1880er Jahren die Rayleigh-Streuung bereits bekannt und reichte aus Sicht der zeitgenössischen Wissenschaftler zur Erklärung des blauen Himmels vollkommen aus. Somit geriet Chappuis' Vermutung in Vergessenheit. Erst 1952 erkannte der US-Geophysiker Edward Hulburt, dass die Blaufärbung des Himmels nach Sonnenuntergang während der sogenannten Blauen Stunde nicht auf die Rayleigh-Streuung zurückzuführen ist, sondern nur unter Berücksichtigung der durch die Ozonschicht verursachten Chappuis-Absorption erklärt werden kann. Der französische Meteorologe Jean Dubois vermutete 1951, dass auch der Erdschattenbogen am Horizont („Erdschatten“) auf die Chappuis-Absorption zurückzuführen sei. Die These wird bezweifelt.
1896 gehörte Chappuis zu den ersten Anwendern von Crookes-Röhren.
Der Mediziner Jean François Moreau bezeichnete Chappuis 2008 als „einen der vergessenen Pioniere der klinischen Radiologie“: Chappuis hatte in den 1890er Jahren mit Röntgenstrahlung experimentiert,  so für intrauterine Fotografie.

## Veröffentlichungen (Auswahl)
- mit Alphonse Berget: Leçons de physique générale, 3 Bände, Paris 1891–1892, 2. Auflage 1899–1911, 3. Auflage 1923
- mit Alphonse Berget: Cours de physique, Paris 1898
- mit Alexis Jacquet: Éléments de physique industrielle, Paris, 3. Auflage 1914, 11. Auflage 1949

## Nachrufe, Bibliografie, Abbildung
- Le Temps, 31. Januar 1934, S. 4[13]
- Bulletin, Schweizerischer Elektrotechnischer Verein, Band 25 (1934), S. 393
- Revue générale de l'électricité, Heft 9 vom 3. März 1934, S. 265
- Bibliografie: IdRef s. v.[14]
- Zeichnung in: Jean Francois Moreau: Un siècle de radiologie dans les hôpitaux de l’université paris v rené descartes 1896-1996, La Lettre de l'adamap Nr. 8 vom 20. März 2008, S. 5[15]